# 黃賢忠
黃賢忠，中國共產黨員，廣東省陸豐縣甲子鎮人，惠來中學畢業，1937年參加抗日投身中共惠來縣委，一度與組織中斷關係，1946年來台應聘於義民中學擔任教師，1949年受姚錦、黎明華推薦加入省工委中壢支部，1951年7月遭逮捕，黃賢忠與邱興生皆遭判死刑，1952年6月18日槍決於馬場町。

## 生平
黃賢忠，廣東省陸豐縣甲子鎮人，1937年考入惠來中學，適逢抗戰爆發，各地青年紛紛成立救國組織，11月黃賢忠投身中共惠來縣委，1939年畢業後協助郭堅發展組織，因家庭干涉一度與組織中斷關係，1946年來台應聘於義民中學擔任教師，1949年受姚錦、黎明華推薦恢復與中共的組織關係，加入省工委中壢支部，發展組織吸收邱興生，進而探查六和紡織內部機密，光明報事件爆發，全省大搜捕，黎明華因與基隆中學鍾浩東有往來而逃亡，1950年黃賢忠與宋屋國小教師楊環結縭，1951年7月黎明華遭逮捕後供出義民中學的案情，義民中學多人遭逮捕，1951年9月楊環在獄中產下一女取名黃楊，黃賢忠在獄中自知將死，欲將女兒托付友人邱興生，請其將女兒視如己出，不料竟與邱興生皆遭判死刑，1952年6月18日槍決於馬場町。

### 義民中學姚錦案
1945年姚錦來台進入新竹義民中學擔任教導主任並代理校長一職，黎明華進入義民中學後，向代理校長姚錦引薦張志忠、洪幼樵等人，黎明華在義民中學同鄉黃賢忠也被吸收加入省工委，黃賢忠介紹邱興生加入，姚錦吸收師院生范榮枝、劉鄹昱，以及徐代德與徐代錫，徐代錫在中壢鎮公所，將中壢地區的農工等社會統計資料提供給姚錦，另一名教師丁潔塵則受校長姚錦說服與丈夫樊志育提供自傳加入，1951年7月24遭調查局破獲，本案相關共有樊志育、丁潔塵、范榮枝、徐代德、邱興生、姚錦、徐代錫、黃賢忠、劉鄹昱、麥錦裳、楊環、邱慶麟等12人，其中邱興生、姚錦、徐代錫、黃賢忠四人遭判死刑，樊志育、丁潔塵、范榮枝、徐代德等判10年徒刑，劉鄹昱、麥錦裳(姚錦妻)、楊環(黃賢忠妻)各5年徒刑，邱慶麟無罪但遭到羈押26日。

### 遺書
2012年6月，黃新華收到行政院研究發展考核委員會國家檔案局歸還的黃賢忠遺書，多年對父親遭遇的疑惑，始得解開，而所遺絕命詩，范榮枝所默記者，竟幾乎一字不差。
以數十年有限生命，立億萬年不朽事業，雖敗猶榮，雖死無悔。
絕命詩 

〈一〉

鯤島到處有啼痕，早將此身獻人群. 但願同胞齊奮起，刀斬斧截安足論

〈二〉

滿腔熱血為三臺，從來未作死安排. 若得瘦骨埋斯土，魂兮歸去亦快哉

〈三〉

生死早已置腦邊，漩入地獄亦泰然；獨有一事情未盡，寡妻孤女有誰憐

〈四〉

黃昏入海搏蛟龍，碧血橫染馬場町. 千萬頭顱作一擲，人民從此享太平

### 身後
黃賢忠與楊環在獄中生下的女嬰，就是黃楊，先送育幼院，後由外祖母撫養，楊環在出獄後改嫁，並將黃楊改名新華。黃新華在繼父家中孤獨長大，所幸考取臺灣省立臺北師範專科學校，畢業後從事國民中學教育。1993年，六張犁亂葬崗重被發現，黃賢忠荒塚被尋獲。黃賢忠在大陸另有一子黃偉民，黃偉民透過友人尋訪父親黃賢忠下落，輾轉得知台灣尚有一個妹妹，黃賢忠的女兒在一甲子後，從海的另一邊為故鄉帶回黃賢忠的消息，時已罹癌，一生抑鬱不得志的黃偉民，乃在兄妹相逢團圓後，得以安心追隨父親於九泉。
黃賢忠獄中託孤予友人邱興生，邱興生給胞姊遺書中提到:「我在這裡得了一個記念，就是黃賢忠先生得了一個女兒說為給我做記念而當愛我的女兒名為黃楊，她的母親現在還在看守所四十六房名楊環，望指導照顧，有時也可送牛乳等。」，2012年，邱興生胞弟邱文夫收到了這封遲來六十年的遺書，決意尋訪黃賢忠的遺孀及孤女，帶了兩罐奶粉，完成兄長遺願。
2013年10月，北京西山國家森林公園的無名英雄廣場上立有無名英雄紀念碑，為紀念來台灣在1950年代被處決的隱避戰線烈士而設立。黃賢忠的姓名銘刻於紀念碑上。

### 平反
2018年10月5日，促進轉型正義委員會促轉三字第1075300110B號函文，正式撤銷受難者林慶雲君等1270人之刑事有罪判決暨其刑，其中(41)安潔字第 1059 號，有關本案黃賢忠意圖以非法之方法顛覆政府而著手實行之有罪判決暨其刑及沒收之宣告正式撤銷。